# العلاقات الإيرانية الليتوانية
العلاقات الإيرانية الليتوانية هي العلاقات الثنائية التي تجمع بين إيران وليتوانيا.

## مقارنة بين البلدين
هذه مقارنة عامة ومرجعية للدولتين:
| وجه المقارنة                                              | إيران                    | ليتوانيا                                                    |
| --------------------------------------------------------- | ------------------------ | ----------------------------------------------------------- |
| المساحة (كم2)                                             | 1.65 مليون               | 65.30 ألف                                                   |
| عدد السكان (نسمة)                                         | 79.97 مليون              | 2.79 مليون                                                  |
| الكثافة السكانية (ن./كم²)                                 | 48.47                    | 42.73                                                       |
| العاصمة                                                   | طهران                    | فيلنيوس، كاوناس                                             |
| اللغة الرسمية                                             | لغة فارسية               | اللغة الليتوانية                                            |
| العملة                                                    | ريال إيراني              | ليتاس ليتواني، يورو                                         |
| الناتج المحلي الإجمالي (بليون دولار)                      | 439.51 مليار             | 47.17 مليار                                                 |
| الناتج المحلي الإجمالي (تعادل القوة الشرائية) بليون دولار | 1.36 تريليون             | 84.06 مليار                                                 |
| الناتج المحلي الإجمالي الاسمي للفرد دولار أمريكي          |                          | 14.15 ألف                                                   |
| الناتج المحلي الإجمالي للفرد دولار أمريكي                 |                          | 27.69 ألف                                                   |
| مؤشر التنمية البشرية                                      | 0.766                    | 0.839                                                       |
| رمز المكالمات الدولي                                      | +98                      | +370                                                        |
| رمز الإنترنت                                              | .ir،                     | .lt                                                         |
| المنطقة الزمنية                                           | ت ع م+03:30، توقيت إيران | ت ع م+02:00، ت ع م+03:00، أوروبا/فيلنيوس ‏، توقيت شرق أوروبا |

## منظمات دولية مشتركة
يشترك البلدان في عضوية مجموعة من المنظمات الدولية، منها:
| علم المنظمة | اسم المنظمة                        | تاريخ انضمام إيران | تاريخ انضمام ليتوانيا |
| ----------- | ---------------------------------- | ------------------ | --------------------- |
|             | مؤسسة التنمية الدولية              | 10 أكتوبر 1960     | 23 سبتمبر 2011        |
|             | يونسكو                             | 6 سبتمبر 1948      | 7 أكتوبر 1991         |
|             | وكالة ضمان الاستثمار متعدد الأطراف | 15 ديسمبر 2003     | 8 يونيو 1993          |
|             | الأمم المتحدة                      | 24 أكتوبر 1945     | 17 سبتمبر 1991        |
|             | الاتحاد البريدي العالمي            | ?                  | ?                     |
|             | البنك الدولي للإنشاء والتعمير      | 29 ديسمبر 1945     | 6 يوليو 1992          |
|             | منظمة حظر الأسلحة الكيميائية       | ?                  | ?                     |
|             | مؤسسة التمويل الدولية              | 28 ديسمبر 1956     | 15 يناير 1993         |
|             | منظمة الشرطة الجنائية الدولية      | ?                  | ?                     |

## وصلات خارجية
- موقع وزارة الخارجية الإيرانية
- موقع وزارة الخارجية الليتوانية